# Coptops lichenea
Coptops lichenea là một loài bọ cánh cứng trong họ Cerambycidae.